# Syntrichopappus
Syntrichopappus es un género de plantas con flores de la familia  Asteraceae.  Comprende 2 especies descritas y  aceptadas.

## Taxonomía
El género fue descrito por Asa Gray y publicado en Reports of explorations and surveys : to ascertain the most practicable and economical route for a railroad from the Mississippi River to the Pacific Ocean, made under the direction of the Secretary of War 4(5): 106, pl. 15. 1857. La especie tipo es: Syntrichopappus fremontii A.Gray
Etimología
Syntrichopappus: nombre genérico que proviene de la palabra griega syn = "unido", trichos = "pelos", y pappos = "vilano".

## Especies
A continuación se brinda un listado de las especies del género Syntrichopappus aceptadas hasta julio de 2012, ordenadas alfabéticamente. Para cada una se indica el nombre binomial seguido del autor, abreviado según las convenciones y usos.
- Syntrichopappus fremontii A.Gray
- Syntrichopappus lemmonii (A.Gray) A.Gray